# Мигел Понте
Луис Мигел Лимия Понте Мансо де Сунига, осми Маркиз де Боведа де Лимия (на испански: Luis Miguel Limia Ponte y Manso de Zúñiga) е испански генерал, който се бие за националистическата фракция по време на Испанската гражданска война.
Той е член на Хунтата на националната отбрана и заема длъжността държавен началник на националистическата фракция между 24 юли и 3 октомври 1936 г. с чин генерал-лейтенант.

## Биография
Аристократ и земевладелец, през 1924 г. е полковник от кавалерията. През 1931 г., когато е провъзгласена Втората испанска република, служи като бригаден генерал и иска пенсионирането си от активна служба. На 10 август 1932 г. Понте участва в неуспешния държавен преврат на Хосе Санхурхо и пред лицето на поражението бяга в Португалия.
След преврата от 1936 г. си сътрудничи с генерал Андрес Салике, за да поеме контрола над VII военен регион (който съответства на Валядолид). По време на войната е началник на 5-та пехотна дивизия, а по-късно и главнокомандващ на I и V корпус на въстаническата армия. През декември 1942 г. посещава Гибралтар. Понте пристига с кола, пресича границата и инспектира британската почетна гвардия. По време на визитата си е придружен от британския генерал-лейтенант Мейсън Макфарлейн. Понте е прокурор на Кортесите през 1943 и 1949 г. в допълнение към това, че е и президент на Върховния съвет на военното правосъдие.